# Мачино (Красноярский край)
Мачино — деревня в Абанском районе Красноярского края России. Входит в состав Березовского сельсовета.

## История
Деревня Мачина Заимка (Мачинская) была основана в 1868 году. По данным 1929 года в деревне на 1926 год имелось 20 хозяйств и проживало 98 человек (в основном — русские).
Административно деревня входила в состав Ношинского сельсовета Устьянского района Канского округа Сибирского края.

Однако, в книге переписи мы находим её существование и государственный учет в 1858 году в виде казенной деревни. Имелось 6 дворов, 9 мужского и 11 женского пола. (слева от проселочной дороги г.Канск - г.Енисейск через Троицкий солеваренный завод).

Деревня в те годы, как и материнская Ношино, входила в Устьянскую волость, Каннского уезда, Енисейской губернии.

## География
Деревня находится в юго-западной части района, на левом берегу реки Усолка, примерно в 20 км (по прямой) к юго-западу от посёлка Абан, административного центра района. Абсолютная высота — 217 метров над уровнем моря.

## Население
| 1926 | 1989 | 2002 | 2010 |
| ---- | ---- | ---- | ---- |
| 98   | ↗248 | ↘230 | ↘180 |

Гендерный состав
По данным Всероссийской переписи населения 2010 года 92 мужчины и 88 женщин из 180 чел.
Национальный состав
Согласно результатам переписи 2002 года, в национальной структуре населения русские составляли 85 %.

## Инфраструктура
В деревне функционирует фельдшерско-акушерский пункт.

## Улицы
Уличная сеть деревни состоит из 4 улиц.